# 袁銘輝
袁銘輝，GBS，JP（1956年3月6日—），前香港政務官，曾任食物及衛生局常任秘書長（衞生）、香港海關關長。

## 簡歷
袁銘輝1980年畢業於香港大學，主修經濟及管理學學士，同年8月起加入香港政府政務職系，並於2013年4月晉升為首長級甲一級政務官。袁銘輝曾在多個決策局及部門工作，包括保安科、民政署、市政總署、民政事務科、政務總署、兩局及行政科、財政科、布政司辦公室。
袁銘輝所任的重要職位包括：
- 1996年10月至1999年8月：副經濟司（後改稱經濟局副局長）
- 1999年8月至2002年10月：香港行政長官私人秘書
- 2003年3月至10月出任：香港行政長官辦公室副主任
- 2003年12月至2006年7月：保險業監理專員
- 2007年1月至6月：衛生福利及食物局副秘書長
- 2007年7月至2011年8月31日：海關關長
- 2011年9月至2016年7月5日：食物及衛生局常任秘書長（衞生）

## 榮譽
- 金紫荊星章（G.B.S.）（香港2016年度授勳及嘉獎名單；2016年7月1日）[3]
- 非官守太平紳士（J.P.）（2017年7月4日）[4]
- 官守太平紳士（J.P.）（1998年7月1日－2016年）[5]